# Beerlao

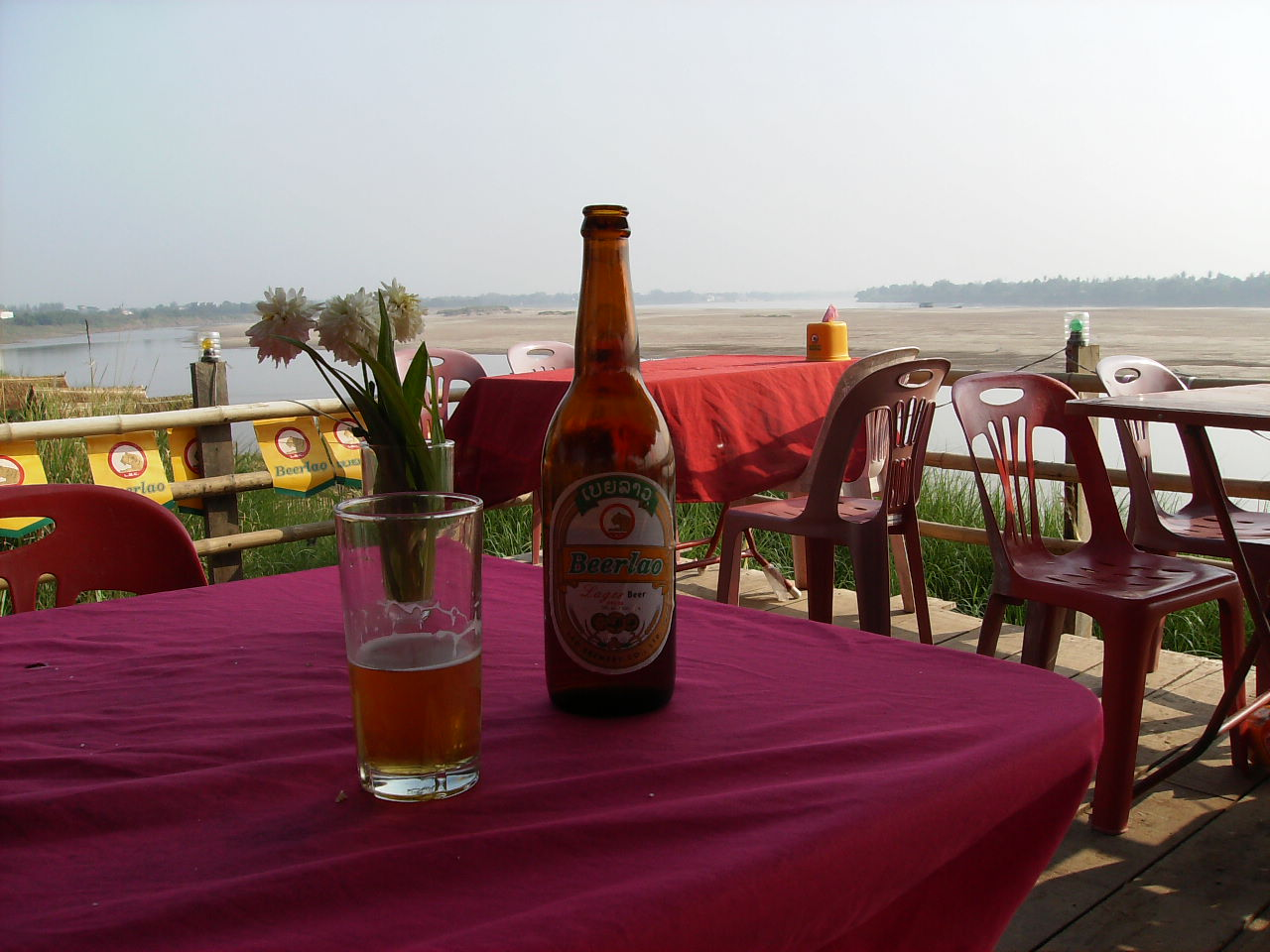
Beerlao bier op een terras in Laos

Beerlao (Laotiaans: ເບຍລາວ) is de naam van een serie bieren, lagers, lichte en donkere bieren, die geproduceerd wordt door de Lao Brewery Company Ltd in Vientiane (Laos).

## Beschrijving
Het bier wordt gemaakt van lokaal gekweekte jasminerijst; de hop en het gist worden uit Duitsland geïmporteerd. "Beerlao Original" heeft een alcoholpercentage van 5%; dit is het oorspronkelijke lagerbier dat door LBC wordt geproduceerd en dat wordt verkocht in flesjes van 330 ml en 640 ml. Het is door geheel Laos verkrijgbaar alsmede in Westers georiënteerde restaurants in Cambodja, maar het is tegenwoordig ook redelijk gemakkelijk te verkrijgen in kroegen in Thailand. In 2007 rekenden restaurants in Laos 8,500 kip voor een flesje van 640 ml, iets meer dan een dollar. Het bier is een enkele keer ook verkrijgbaar uit de tap en wordt dan biá sot ("vers bier") genoemd. In 2011 rekenden restaurants in Vientiane ongeveer 10,000 kip voor een grote fles bier, ongeveer 1.33 dollar. LBC lanceerde in 2005 een lokaal, door Carlsberg geproduceerd, bier en twee nieuwe Beerlao-producten, "Beerlao Light", met een alcoholpercentage van 2.9% en een "Beerlao Dark", met een alcoholpercentage van 6.5%. Deze bieren worden verkocht in flesjes van 330 ml.
In april 2008 bracht LBC nog een ander biermerk op de markt, een 5.5% alcohol bevattend lagerbier, genaamd "LaneXang". De naam LaneXang betekent "een miljoen olifanten" en was de naam van Lan Xang, een historisch koninkrijk, dat tussen 1354 en 1707 bestond. Vanaf het moment dat dit bier werd geïntroduceerd nam het steeds langzaam in populariteit toe, hoewel het merk niet overal verkrijgbaar is. Lao Brewery Company Ltd zegt dat het een marktaandeel van 99% in de nationale biermarkt heeft; het kan zijn dat dit percentage tegenwoordig minder is doordat het Tiger Beer uit Singapore een steeds groter aandeel in de markt krijgt. Beerlao was officieel sponsor van de Zuidoost-Aziatische Spelen, die in 2009 gehouden werden in Vientiane. Zij sponsort echter daarnaast vrijwel alle sportaangelegenheden in Laos en fabriceert een van de meest populaire kalenders van het land, waarin alle winnaressen van de Bia Lao schoonheidswedstrijd staan.  Beerlao heeft al twee keer de Gold Quality Award gewonnen (in 2006 en 2010) en een keer de Silver Quality Award (in 2003), toegekend door de Monde Section, het eerste Internationale Kwaliteitsinstituut, gesticht in België.

## Export
Beerlao wordt geëxporteerd naar 
Engeland, de Verenigde Staten, Canada, Australië, Nieuw-Zeeland, Zuid-Korea, Ierland, Japan, Vietnam, Cambodja, Frankrijk, Thailand, Denemarken, Hongkong, Macau, Zwitserland, China, Singapore en Nederland. Het is ook belastingvrij te verkrijgen aan de meeste grenzen van Laos, met name die met Thailand.